# برد کوپر
برد کوپر (انگلیسی: Brad Cooper؛ زادهٔ ۱۹۶۷) ادمیرال نیروی دریایی ایالات متحده آمریکا است، که از اوت ۲۰۲۵ به‌عنوان فرمانده ستاد فرماندهی مرکزی ایالات متحده آمریکا فعالیت می‌کند.
کوپر فعالیت نظامی را از سال ۱۹۸۹ در نیروی دریایی آمریکا آغاز کرد، از ۲۰۰۷ تا ۲۰۰۸ فرماندهی ناوشکن موشک‌انداز یواس‌اس راسل را برعهده داشت، در فاصله سال‌های ۲۰۱۳ تا ۲۰۱۵ فرمانده رزم‌ناو یواس‌اس گتیسبورگ بود و از ۲۰۱۶ تا ۲۰۱۸ به‌عنوان فرمانده نیروهای دریایی ایالات متحده در کره فعالیت می‌کرد.
وی از ۲۰۱۸ تا ۲۰۱۹ فرماندهی گروه ضربت ۷ اعزامی را برعهده داشت، از ۲۰۱۹ تا ۲۰۲۰ به‌عنوان رئیس امور قانونگذاری نیروی دریایی ایالات متحده آمریکا فعالیت می‌کرد، از ۲۰۲۰ تا ۲۰۲۱ فرمانده نیروی دریایی سطحی اقیانوس اطلس بود، در فاصله سال‌های ۲۰۲۱ تا ۲۰۲۴ فرماندهی مرکزی نیروی دریایی ایالات متحده آمریکا را برعهده داشت و با حفظ سمت، به‌عنوان فرمانده ناوگان پنجم ایالات متحده آمریکا فعالیت می‌کرد و از ۲۰۲۴ تا ۲۰۲۵ جانشین فرماندهی مرکزی ایالات متحده آمریکا بود.